# Kasteel Dessener

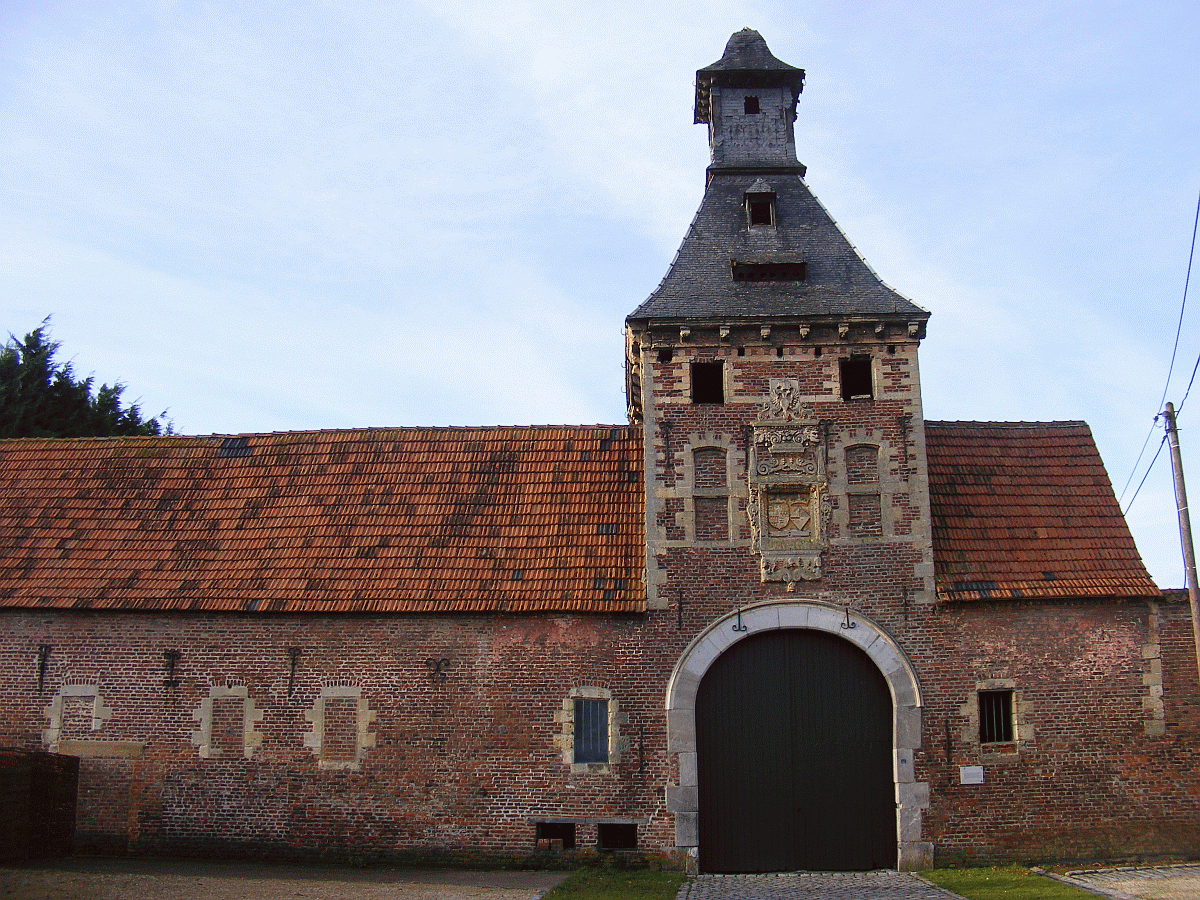
Kasteel Dessener, poortgebouw neerhof

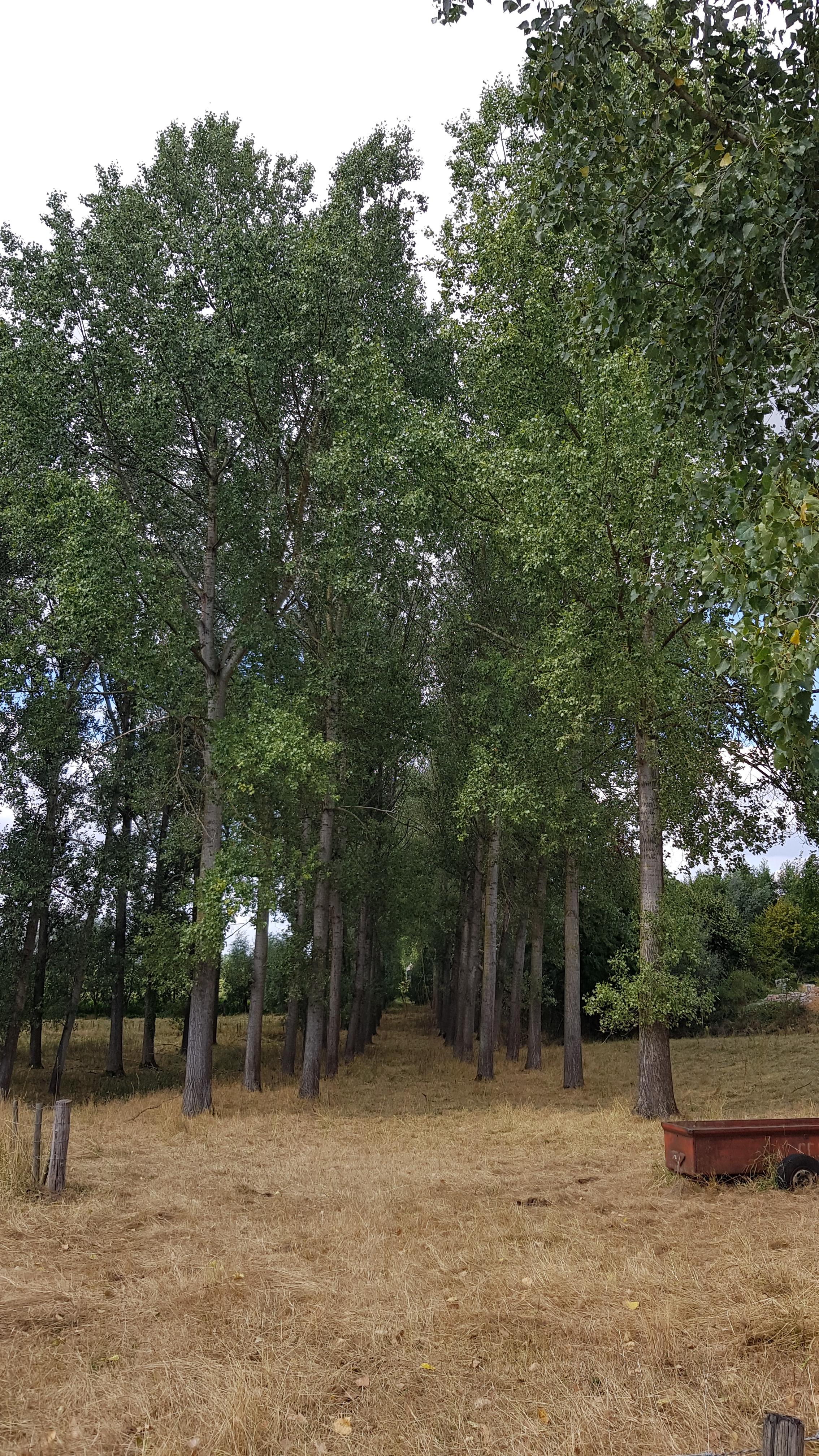
Begin bomenlaan bij Sint-Lambertusbron

Het Kasteel Dessener (of Desseneer) is een kasteel met hoeve, gelegen in de vallei van de Mombeek, aan Stationsstraat 47 
ten noordwesten van Wintershoven.

## Geschiedenis

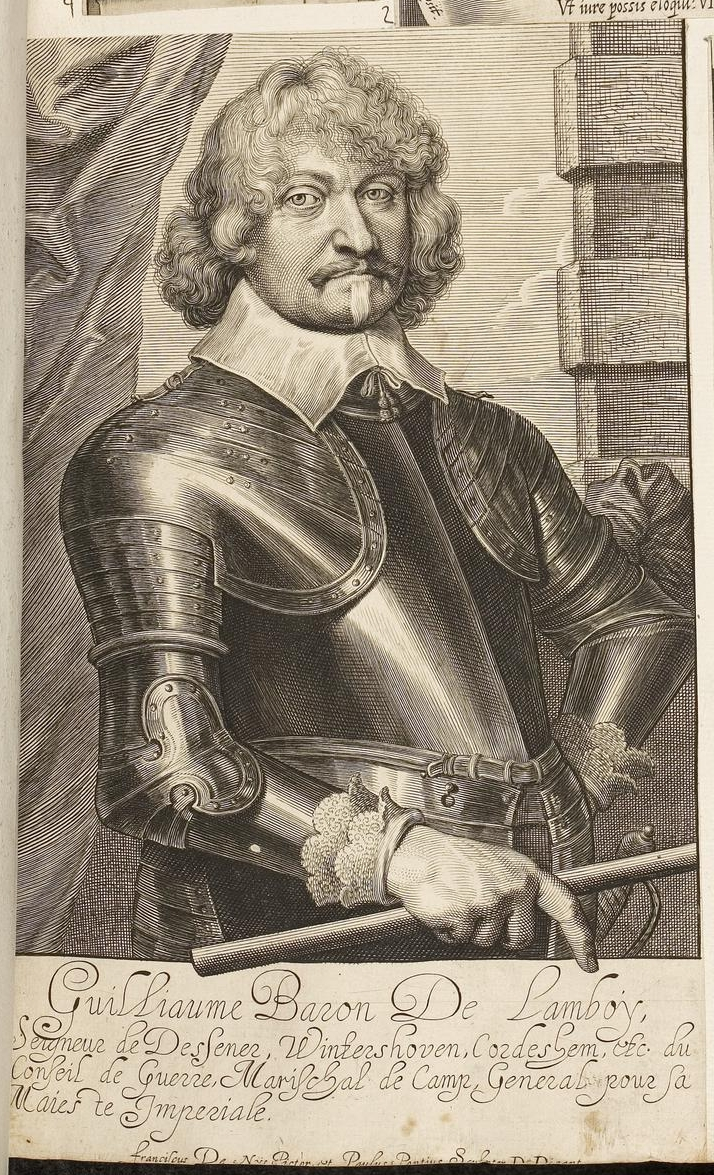
Willem III de Lamboy (1590–1659)

De oudste burcht op deze plaats werd gebouwd door Willem van Dessener, tevens de oudst bekende kasteelheer. Van deze burcht is niet veel meer over. Slechts een deel van de ronde muur van de donjon zou in één der zitkamers van het kasteel nog zichtbaar zijn.
Het geslacht De Lamboy kreeg Wintershoven omstreeks 1600 in bezit en in 1640 werd ook Kortessem bij het bezit gevoegd. Willem van Lamboy, die in 1636 als heer aantrad, had carrière gemaakt als veldheer in de Dertigjarige Oorlog, aan de zijde van het Heilige Roomse Rijk. Hij werd bevorderd tot veldmaarschalk en verkreeg de titel baron en uiteindelijk die van graaf. Hij had ook bezittingen in Bohemen, waar hij zich uiteindelijk vestigde.
In 1639 verbouwde Willem III de oude burcht tot een groot kasteel. Dit had een langgestrekt neerhof. Dit werd belegerd door de troepen van Lodewijk XIV, en in 1674 brandde toen een vleugel van het kasteel af.

## Gebouw
De neerhof, nu in gebruik als landbouwbedrijf, is een L-vormig complex met een poortgebouw in Maaslandse renaissancestijl. Dit poortgebouw bezit een torentje met duiventil.
Het kasteel bestaat uit een aantal losse delen, zoals een massief poortgebouw van twee bouwlagen, in baksteen, in oorsprong uit 1639. Het wordt geflankeerd door twee losstaande, ronde torens.

## Omgeving
Ten noordwesten van het kasteel ligt, nabij de samenvloeiing van Mombeek en Winterbeek, het Dessenerbos, dat tegenwoordig 7 ha omvat, maar het restant is van een vroeger veel groter eiken-haagbeukenbos.
Vanuit de Sint-Lambertusbron loopt er een bomenlaan naar het kasteel.